# 쉴레이만 데미렐
쉴레이만 데미렐(1924년 8월 6일~2015년 6월 17일)은 튀르키예의 제9대 대통령이다. 아내는 나즈미예 데미렐이다.
1993년부터 2000년까지 튀르키예의 제9대 대통령으로 지냈다. 2015년 6월 17일, 심장마비와 호흡기 감염으로 향년 92세의 나이로 사망하였다.